# Битка при Кремона (1702)
Битката при Кремона е част от Войната за испанското наследство. В действителност тя се води в самия град Кремона (северна Италия) и е доста необичайна за епохата. Започва на 31 януари 1702 г. с неочаквано проникване на австрийците в заетия от френската армия град и приключва на следващия ден без явен победител. Като замисъл и изпълнение се смята за шедьовър на Евгений Савойски, но няколко случайности му попречват да довърши първоначаните планове.

## Предистория
Северна Италия е районът, където военните действия започват най-рано. Французите си поставят за цел да осигурят испанската власт над херцогство Милано, поради което са привлекли на своя страна Савоя. Те изнасят фронта далеч на изток, на територията на венецианската република, но там търпят поражение (при Киари, 1 септември 1701). Срещу тях воюва австрийска армия начело с талантливия генерал Евгений Савойски, склонен към бързи и изненадващи ходове. Той принуждава френския маршал Франсоа дьо Вилроа да се оттегли, както и да остави част от Милано под контрола на австрийците. В началото на зимата Вилроа се установява в добре укрепения град Кремона, където се чувства в пълна безопасност. Той вярва, че противникът му също ще се оттегли за почивка. Намеренията на Евгений обаче са съвсем различни.

## Ход на битката
Австрийците успяват да се свържат с един от местните свещеници (на име Бацоли), за когото откриват, че до дома му може да се стигне по отточен канал. На 31 януари късно вечерта 400 войници се промъкват тихо и нападат пазачите на двете порти. Схватката е бърза, портите са отворени и Евгений нахлува в спящия град. Оказва се, че той добре знае къде се намират испанският губернатор (Шарл Анри дьо Водемон, син на херцога на Лотарингия) и френският маршал. Именно около техните домове настава бой и се вдига висока глъчка. Водемон се включва в сражението и веднага е застрелян, а Вилроа излиза не докрай облечен без да разбира какво се случва. Той е пленен и отведен от града преди да може някак да въздейства на хода на битката.
Тук започва влиянието на онези случайности, които прецизният австриец не може да предвиди. За негов лош късмет една френска част не спи, а се упражнява, командвана от шевалие Д'Антраг. Тя се впуска в сражението подготвена и въоръжена, задържа нападателите почти за час и дава възможност на останалите французи да се организират и да вземат оръжията си. Все пак за стройна отбрана без наличието на главнокомандващия едва ли може да се говори. Смело, но хаотично французите се укрепват по уличките, отправяйки се тъкмо в капана, който Евгений им подготвя. Според неговия план в средата на сражението един отряд трябва да напусне града през северната порта, да избие пазачите на моста над река По и да позволи на останалата част от армията да нападне бранителите в гръб. Тъкмо когато отрядът се спуска към портата, един случаен изстрел поваля командира им. Войниците се изгубват по уличките и се забавят. Тогава отряд ирландци-католици стига пръв до портата и осуетява замисъла, а гарнизонът на моста го взривява и се оттегля. Така останалата войска на Евгений не успява да се намеси.
Останал да се бие с много по-малко хора от предвиденото, той разбира, че трябва да се оттегли. След цял ден битка не може да завладее града. Остава му удовлетворението, че отвежда със себе си Вилроа, както и много други висши френски офицери.

## Последици
Тъй като битката завършва наравно, тя не оказва съществено влияние върху хода на войната в Италия. И двете страни изгубват по около 1000 души. Оказва обаче голяма роля в живота на херцог дьо Вилроа. Този любимец на Луи XIV и негов приятел от детинство би следвало да приключи с военната си кариера, но в действителност е назначен начело на армията във Фландрия. Кралят търпи тежка критика за това, че го е изпратил в Италия, която приема лично. Едва след поражението при Рамили (1706 г.) става ясно, че Вилроа не е предназначен за главнокомандващ. В Италия той е заместен от Луи-Жозеф дьо Вандом – много по-способен маршал, който за четирите си години на този фронт успешно парира всички акции на австрийците.